# Нетопир
Нетопир (Pipistrellus Kaup, 1829) — рід кажанів родини лиликових (Vespertilionidae), клас ссавців (Mammalia). В обсязі світової фауни рід налічує ≈ 30 сучасних видів. Нетопирі поширені на півночі Австралії, на півдні й південному заході Азії, в Африці, у Європі.

## Назва
Назва «нетопир» походить від прасл. *netopyrь, що здебільшого пояснюють як поєднання коренів *neto (з ранішого *nekto, пов'язаного з *nokt- — «ніч») і -pyrь (пов'язаного з *per- — «літати», звідки й «пергач»). Тобто «той, що літає в ночі». Проте, як зауважував Л. А. Булаховський, такому поясненню суперечать деякі факти фонетичного і словотворчого характеру. Інша версія (Х. Шустер-Шевц, А. Брюкнер) виводить *netopyrь від *ne («не»), *to («то») і *pyrь («птах»), припускаючи, що первісно це слово означало «то не птах».
Наукова назва утворена від італ. pipistrello — «кажан».

## Характеристики

### Зовнішність
Голова і тіло довжиною 35—62 мм, хвіст довжиною 25—50 мм, передпліччя довжиною 27—50 мм, вага дорослих особин: 3—20 г. Вуха коротші й ширші ніж в Myotis. Забарвлення зазвичай темно-коричневе чи чорне, в деяких видів сіре, шоколадно-коричневе, червонувато-коричневе чи блідо-коричневе.

### Поведінка
Мешкає у найрізноманітніших середовищах проживання: відкриті місцевості, ліси, гори. Як спальні місця вони використовують будівлі, порожнисті колоди, печери і багато іншого. Загалом, вони менш товариські, ніж, наприклад, Myotis, багато видів самітники або знаходяться в невеликих групах до 12 тварин. Вони зазвичай вирушають за харчами на початку вечора, а іноді навіть серед білого дня. Види в холодних регіонах зимують або мігрують в більш теплі райони. Раціон складається головним чином з комах, на яких нетопирі полюють у польоті. Один або двічі на рік, самиця народжує після 40—60-денного періоду вагітності усереднено 1-2 нетопирят. Самиці багатьох видів утворюють розплідники, в яких вони готуються до народження й виховують своїх дітей.

## Значення і обсяг поняття
«Нетопир» (від давньоруських «ното» — ніч, «пире» — пиряти, літати) — одна з найдавніших назв лиликів і загалом кажанів, присутня у всіх східнослов'янських мовах. Польською «нетопир» (Nietopierze) означає загалом всіх кажанів. Те саме (у деякій видозміні) — у Словаччині, Словенії (netopir) тощо. Тлумачення назви є у Фасмера. В сучасній українській науковій мові назва «нетопир» закріпилася тільки за найдрібнішими кажанами, переважно за родом Pipistrellus, інколи — за Pipistrellus + Hypsugo.

## Нетопирі у фауні України
В Україні рід нетопирів представлений 5 видами, у тому числі парою видів-двійників «малих» нетопирів (Pipistrellus pipistrellus = P. pipistrellus + P. pygmaeus):
- Pipistrellus nathusii (Keyserling, Blasius, 1839) — нетопир лісовий
- Pipistrellus pipistrellus (Schreber, 1774) — нетопир карлик
- Pipistrellus pygmaeus (Leach, 1825) — нетопир пігмей
- Pipistrellus kuhlii (Kuhl, 1817) — нетопир білосмугий
- Hypsugo savii (=Pipistrellus savii auct.) (Bonaparte, 1837) — нетопир Саві

Перші три види є перелітними і здійснюють сезонні міграції і зимують за межами України, переважно на Балканах, Кавказі і, ймовірно, в Малій Азії. Останній вид (нетопир білосмугий) є інвазійним, чужорідним, який вселився на територію України на початку 1980-х років. До того він був відомий за однією сумнівною давньою знахідкою в Криму, проте протягом 1980—1990 років активно розселився в Криму і Приазов'ї, а протягом 2000–2010 рр. розселився по всій території Причорномор'я, східної і центральної частин України і досяг Білорусі.
Перші два види, наведені у переліку, є дендрофілами і характерні для лісів та лісопаркових зон (переважно дупла дерев). Третій вид тяжіє до пагоценозів, і його материнські колонії відомі майже виключно з «легких» будівель (лісництва, дачі, вагончики, церкви). Четвертий вид відомий майже виключно з урбоценозів, де найчастіше оселяється у господарських приміщеннях, технічних поверхах, під підвіконням тощо.

## Повір'я про нетопирів
Завдяки широкій синантропізації нетопира-карлика (в сільській місцевості) і нетопира білосмугого (у містах) частота їх появи в людських оселях надзвичайно велика. За В. І. Далем, «Нетопирі розігруються — на ведро. Нетопир залітає в дім, на біду». Такі твердження найімовірніше пов'язані не з самими нетопирами (Pipistrellus), а з кажанам загалом, частина з яких може бути переносниками сказу (зокрема, пергачі й нічниці). По-друге, такі приказки можуть бути образними, пов'язаними не так з самими тваринами, як з докорами недбалим господарям щодо запустіння господарки: нетопирі звичайно утворюють великі колонії, проте в добре обжитих приміщеннях такого не трапляється. Повір'я про те, що заліт кажана у помешкання або у будівлю є нічим не виправданим забобоном. У такому випадку краще подбати про те, щоби тварина могла знайти вихід з пастки, в яку потрапила, ніж переживати щодо нічим не обґрунтованих «прикмет».

## Видовий склад світової фауни
1. Pipistrellus abramus — сх. і пд.-сх. Азія
2. Pipistrellus adamsi — пн. Австралія
3. Pipistrellus aero — Кенія
4. Pipistrellus angulatus — Індонезія (Папуа), Папуа Нова Гвінея, Соломонові острови
5. Pipistrellus ceylonicus — пд. і пд.-сх. Азія
6. Pipistrellus collinus — Індонезія (Папуа), Папуа Нова Гвінея
7. Pipistrellus coromandra — Гімалаї, пд. Азія
8. Pipistrellus creticus — ендемік Криту
9. Pipistrellus dhofarensis — Ємен, Оман
10. Pipistrellus endoi — ендемік Японії
11. Pipistrellus hanaki — ендемік Лівії
12. Pipistrellus hesperidus — Африка на південь від Сахари
13. Pipistrellus inexspectatus — зх. і цн.-зх. Африка
14. Pipistrellus javanicus — Гімалаї, пд. і пд.-сх. Азія
15. Pipistrellus kuhlii — Європа, зх. і пд.-зх. Азія, пн. Африка й Мадагаскар
16. Pipistrellus maderensis — а. Мадейра, Канарські острови, Азорські острови?
17. Pipistrellus minahassae — Індонезія (Сулавесі)
18. † Pipistrellus murrayi — був ендеміком острова Різдва
19. Pipistrellus nanulus — зх. Африка
20. Pipistrellus nathusii — Європа й Кавказ
21. Pipistrellus papuanus — Індонезія, Папуа Нова Гвінея
22. Pipistrellus paterculus — Гімалаї, пд.-сх. Азія
23. Pipistrellus permixtus — Танзанія
24. Pipistrellus pipistrellus — Європа, Північна Африка, зх. пд.-зх. і цн. Азія
25. Pipistrellus pygmaeus — Європа, зх. Азія
26. Pipistrellus raceyi — ендемік Мадагаскару
27. Pipistrellus rusticus — савана на південь від Сахари
28. Pipistrellus simandouensis — Гвінея, Ліберія
29. Pipistrellus stenopterus — Таїланд, Малайзія, Сінгапур, Індонезія, Філіппіни
30. † Pipistrellus sturdeei — був ендеміком Японії
31. Pipistrellus tenuis — пд. і пд.-сх. Азія, Океанія
32. Pipistrellus wattsi — ендемік Папуа Нової Гвінеї
33. Pipistrellus westralis — пн. Австралія